# موزه تاریخ فرهنگی استان کاناگاوا
موزه تاریخ فرهنگی استان کاناگاوا  موزه ای درباره مورد فرهنگ و تاریخ استان کاناگاوا ی ژاپن است که در ناکا-کو، شهر یوکوهاما ، استان کاناگاوا واقع شده‌است. این موزه نزدیک به ساحل و نزدیکترین ایستگاه، ایستگاه باشمیچی در خط میناتومیرای است.
موزه استانی کاناگاوا در سال ۱۹۶۷ افتتاح شد. این موزه به عنوان یک موزه عمومی در ژاپن پیشگام بود. ۱۹۹۵ تاریخ طبیعی ستاره میدان را از موزه زمین زندگی استانی کاناگاوا جدا می‌کند ساختمان این موزه ابتدا متعلق به بانک اسپی بود سپس به عنوان موزه تاریخی توسعه یافته‌است. این دیرینکده دارای بیش از ۶۰۰۰ اوکییوئه نوشته‌ها و آثار تاریخی کهن و سده‌های میانه در یوکوهاما است.

## ساختمان و سایت

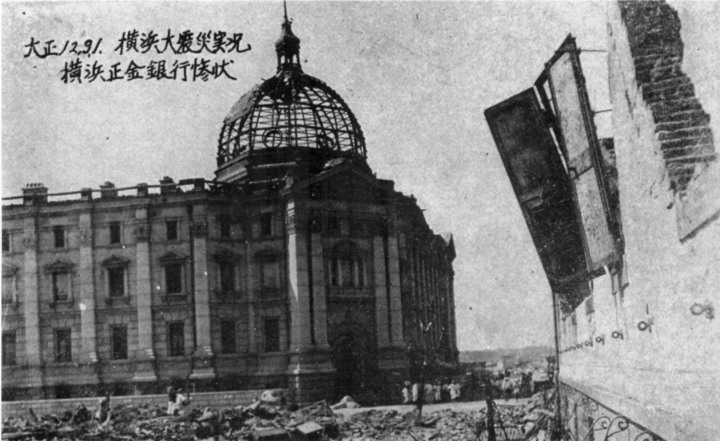
بانک یوکوهاما که در اثر زلزله بزرگ کانتو آسیب دید. افرادی که به زیرزمین تخلیه شدند سالم بودند، اما بسیاری از مردم در داخل و اطراف سایت در آتش سوختند.

این ساختمان به متأثر از معماری مدرن آلمانی به سبک غربی دهه ۳۰ دوران میجی است که به معماری تاریخی تعلق دارد. ساخت و ساز این بنا در معماری سبک کلاسیک در سال ۱۹۰۰  به عنوان دفتر مرکزی بانک یوکوهاما آغاز شد و در سال 1904 به پایان رسید.  گنبد ساختمان در اثر آتش‌سوزی زلزله بزرگ کانتو در ۱ سپتامبر ۱۹۲۳ ویران شد. در سال ۱۹۴۷، بانک توکیو، که جانشین بانک اسپی یوکوهاما شد، به عنوان شعبه یوکوهاما بانک توکیو مورد استفاده قرار گرفت. در سال ۱۹۶۴ (شوا ۳۹)، استان کاناگاوا ساختمان را خریداری کرد، ساختمان را گسترش داد و بازسازی کرد و سقف گنبدی را که در زلزله بزرگ کانتو سوخته بود، بازسازی کرد. 
در سال ۱۹۶۹، این ساختمان به عنوان یک دارایی فرهنگی مهم ملی به عنوان "ساختمان اصلی فروشگاه اصلی یوکوهاما " و در سال ۱۹۹۵ به عنوان آثار ملی تعیین شد. از جمله سایت به عنوان یک مکان تاریخی ملی تعیین شده‌است. این یک ساختمان به سبک غربی با ظاهری به خوبی حفظ شده و طراحی عالی است و این اولین بار است که از زمان میجی به دلیل ویرانه‌های دارای ساختمان توسط دولت ملی به عنوان یک مکان تاریخی توسط دولت ملی معرفی می‌شود.

## مسیر دستیابی به موزه
- ۱ دقیقه پیاده‌روی از ایستگاه مترو باشمیچی در خط میناتومیرای
- ایستگاه متروی یوکوهاما سیتی خط آبی کانای ۵ دقیقه پیاده‌روی
- ۸ دقیقه پیاده‌روی از ایستگاه Kannai در خط خط نگیشی
- ۸ دقیقه پیاده‌روی از ایستگاه ساکوراگیچو
- ۴ دقیقه پیاده‌روی از اتوبوس شهر یوکوهاما سیتی هال

## مورد مرتبط
- فهرست مکان‌های تاریخی در منطقه کانتو
- ساختمان سامپو ژاپن یوکوهاما باشمیچی - شعبه سابق بانک کاوازاکی یوکوهاما. واقع در جنوب ساختمان اصلی. طراح، Matakichi Yabe، زیر نظر Tsumaki Yorinaka، که ساختمان اصلی را طراحی کرد، تحصیل کرد.